# 聖博德天主堂墳場
聖博德天主堂墳場（英語：St Patrick's Roman Catholic Church Cemetery）是澳洲新南威爾斯州辛格爾頓的一座天主教墳場，於1999年4月2日列入新南威爾斯州遺產名錄。

## 外部連結
- St. Patrick's Catholic Church Columbarium，Find a Grave